# In the Land of Don Quixote
In the Land of Don Quixote est une série documentaire d'Orson Welles qu’il a réalisée pour la télévision italienne, la RAI, dont le titre original est Nella Terra di Don Chisciotte, tournée entre 1961 et 1964. Orson Welles en est le producteur, le monteur et souvent le cameraman. Orson Welles conduit sa femme Paola Mori et sa fille Beatrice Welles au travers d'une Espagne de cartes postales dans 9 épisodes de plus ou moins 25 minutes en noir et blanc :
1. Itineraire Andalou (Itinerario Andaluso)
2. Espagne sainte (Spagna santa)
3. La Feria de San Fermín (La Feria di San Fermin)
4. L'Encierro de Pamplona (L'Encierro di Pamplona)
5. La Bodega de Jerez (Le Cantine di Jerez) (camera : Manuel de la Chica, date de tournage : 1961)
6. Séville (Siviglia)
7. Feria d'avril à Seville (Ferie de avril a Siviglia)
8. Le Flamenco (Tempo di Flamenco)
9. Rome et Orient en Espagne (Roma è Oriente in Spagna)

Il semble qu'il existe au moins deux versions différentes diffusées par la RAI de cette série.